# Гран-при Великобритании 2008 года
Гран-при Великобритании 2008 года — 9-й этап чемпионата Формулы-1 2008 года проходил с 4 по 6 июля 2008 года на трассе Сильверстоун (Великобритания).
На Гран-при в качестве лидера чемпионата приехал Фелипе Масса с двух очковым перевесом над Кубицей, а в зачёте конструкторов Феррари имела преимущество над BMW в 19 очков, что гарантировало сохранение лидирующей позиции при любом раскладе гонки.
Перед Гран-при Берни Экклстоун заявил, что хотел бы перенести британскую гонку из Сильверстоуна в Донингтон Парк со следующего года.
4 июля 2008 FIA объявила, что с 2010 года Гран-при Великобритании пройдёт на трассе Донингтон Парк.

## Перед квалификацией

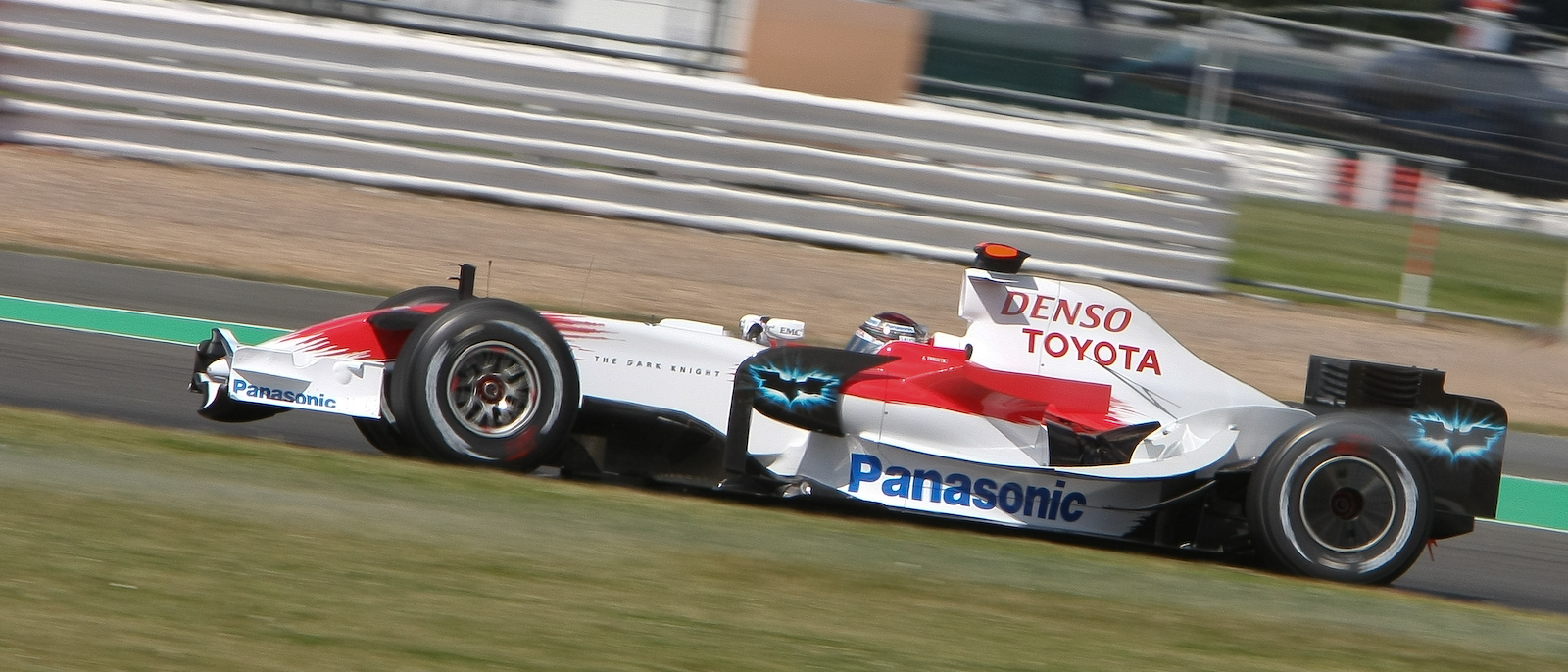
Автомобиль Тойоты с эмблемами Бэтмена

В четверг перед Гран-при команда Тойота проводила рекламную кампанию по продвижению фильма Тёмный рыцарь, премьера которого состоится через несколько дней после окончания гонки. Во время показательных заездов автомобиль Тойоты ездил вместе с Бэтмобилем. А гонщики Тимо Глок и Ярно Трулли попробовали себя за рулём Бэтцикла (мотоцикла Бэтмена). На автомобилях Тойоты во время уик-энда на антикрыльях была установлена реклама фильма.
Фелипе Масса быстрее всех проехал первую пятничную сессию, после чего угодил в серьёзную аварию, поскользнувшись на масле, которое вытекло из сгоревшего мотора Renault Алонсо.
Ковалайнен стал лучшим во второй тренировочной сессии в пятницу.
Култхард, Райкконен и Глок превысили ограничение скорости на пит-лейне и были оштрафованы стюардами, за превышение нормы на 12 км/ч Кими заплатил 2600 €.
| Сессия | Лидер             | Конструктор | Время    | Погода                             | Воздух °C | Трасса °C |
| ------ | ----------------- | ----------- | -------- | ---------------------------------- | --------- | --------- |
| 1      | Фелипе Масса      | Ferrari     | 1:19,575 | Небольшая облачность, сухо         | +17       | +21       |
| 2      | Хейкки Ковалайнен | McLaren     | 1:19,989 | Небольшая облачность, сухо         | +21       | +35       |
| 3      | Фернандо Алонсо   | Renault     | 1:20,740 | Облачно, мокрая после дождя трасса | +19       | +16       |

## Квалификация

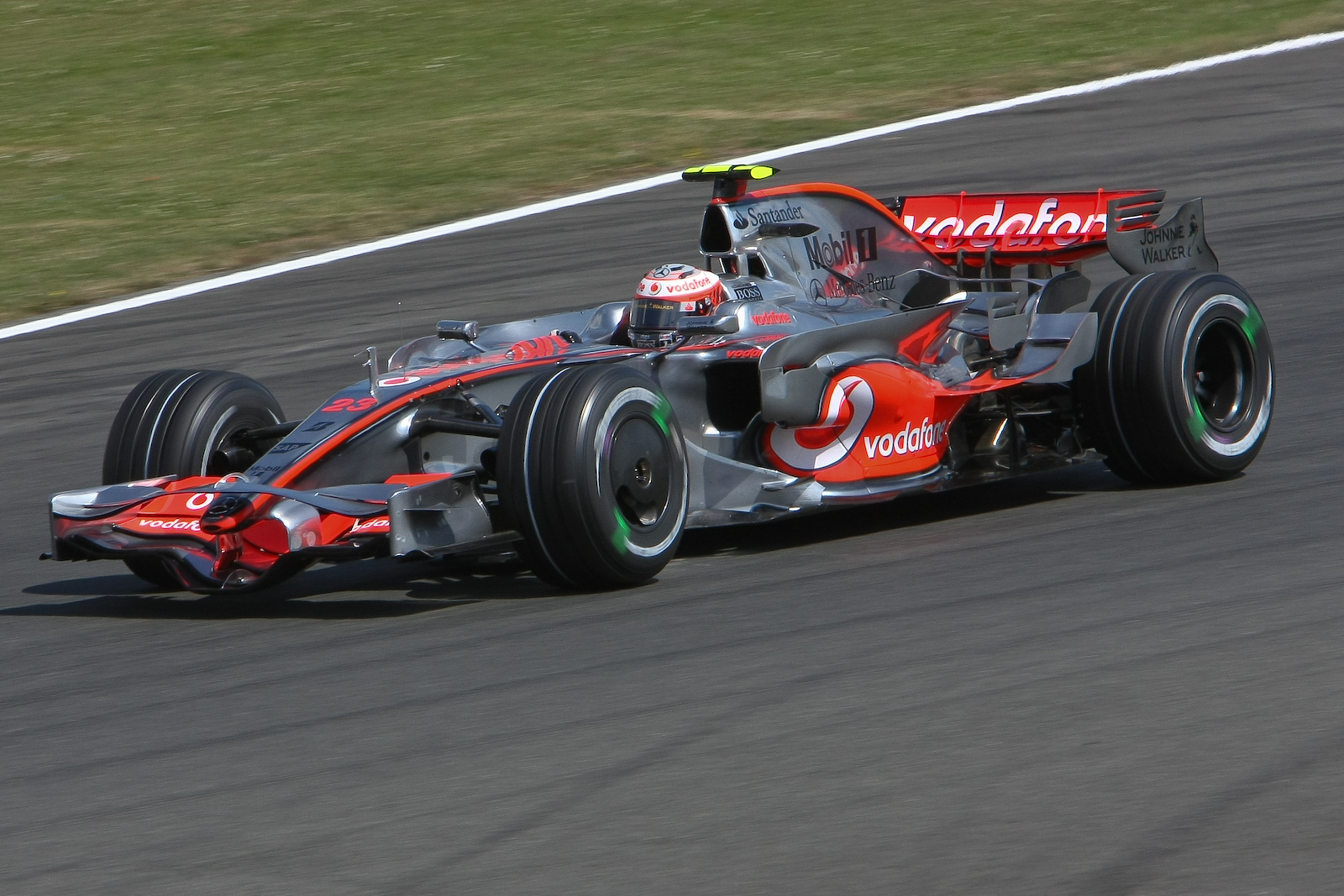
Хейкки Ковалайнен завоевал первый в карьере поул

Первую и третью, заключительную часть квалификации выиграл Хейкки Ковалайнен, финн впервые в своей карьере стартовал с поула. Также с первого ряда на второй строчке, повторив свой лучший в карьере результат, стартовал Марк Уэббер, его Ред Булл смог опередить и БМВ и обоих Феррари. Кими Райкконен ушёл в гонку третьим, а Фелипе Масса лишь девятым, так как во время пит-стопа произошла заминка и он не успел уйти на решающий быстрый круг. Из-за проблем на машине Кубицы он не смог проехать ни круга в третьей части квалификации и стартовал десятым.
| Место | №  | Имя                 | Конструктор         | Часть 1  | Часть 2  | Часть 3     | Старт |
| ----- | -- | ------------------- | ------------------- | -------- | -------- | ----------- | ----- |
| 1     | 23 | Хейкки Ковалайнен   | McLaren-Mercedes    | 1:19,957 | 1:19,597 | 1:21,049    | 1     |
| 2     | 10 | Марк Уэббер         | Red Bull-Renault    | 1:20,982 | 1:19,710 | 1:21,554    | 2     |
| 3     | 1  | Кими Райкконен      | Ferrari             | 1:20,370 | 1:19,971 | 1:21,706    | 3     |
| 4     | 22 | Льюис Хэмилтон      | McLaren-Mercedes    | 1:20,288 | 1:19,537 | 1:21,835    | 4     |
| 5     | 3  | Ник Хайдфельд       | BMW Sauber          | 1:21,022 | 1:19,802 | 1:21,873    | 5     |
| 6     | 5  | Фернандо Алонсо     | Renault             | 1:20,998 | 1:19,992 | 1:22,029    | 6     |
| 7     | 6  | Нельсиньо Пике      | Renault             | 1:20,818 | 1:20,115 | 1:22,491    | 7     |
| 8     | 15 | Себастьян Феттель   | Toro Rosso-Ferrari  | 1:20,318 | 1:20,109 | 1:23,251    | 8     |
| 9     | 2  | Фелипе Масса        | Ferrari             | 1:20,676 | 1:20,086 | 1:23,305    | 9     |
| 10    | 4  | Роберт Кубица       | BMW Sauber          | 1:20,444 | 1:19,788 | без времени | 10    |
| 11    | 9  | Дэвид Култхард      | Red Bull-Renault    | 1:21,224 | 1:20,174 |             | 11    |
| 12    | 12 | Тимо Глок           | Toyota              | 1:20,893 | 1:20,274 |             | 12    |
| 13    | 14 | Себастьен Бурде     | Toro Rosso-Ferrari  | 1:20,584 | 1:20,531 |             | 13    |
| 14    | 11 | Ярно Трулли         | Toyota              | 1:21,145 | 1:20,601 |             | 14    |
| 15    | 8  | Кадзуки Накадзима   | Williams-Toyota     | 1:21,407 | 1:21,112 |             | 15    |
| 16    | 17 | Рубенс Баррикелло   | Honda               | 1:21,512 |          |             | 16    |
| 17    | 16 | Дженсон Баттон      | Honda               | 1:21,631 |          |             | 17    |
| 18    | 7  | Нико Росберг        | Williams-Toyota     | 1:21,668 |          |             | 18    |
| 19    | 20 | Адриан Сутиль       | Force India-Ferrari | 1:21,786 |          |             | 19    |
| 20    | 21 | Джанкарло Физикелла | Force India-Ferrari | 1:21,885 |          |             | 20    |

## Гонка
Перед стартом гонки начался сильный дождь, и большинство гонщиков стартовали на промежуточной резине.
На старте Льюис Хэмилтон опередил Уэббера и Райкконена, и атаковал Ковалайнена, но финну удалось удержать позицию. На задней прямой Уэббер не справился с управлением на скользкой трассе, его развернуло и австралиец откатился на последнее место. Минутой позже его ошибку повторил Фелипе Масса. Дэвид Култхард и Себастьян Феттель, задев друг друга, вылетели с трассы, застряли в гравии и сошли.
Впереди Ковалайнен пропустил Хэмилтона на первое место, а в борьбе за четвёртое Алонсо обогнал Хайдфельда. Однако по мере того, как трасса начала подсыхать, соотношения в скорости изменились. Хайдфельд вновь отодвинул Алонсо, который начал стремительно терять скорость, а Райкконен обогнал Ковалайнена. Позади Уэббер прорвался с последнего восемнадцатого места на одиннадцатое, совершив семь обгонов за десять кругов. Масса продвигался вверх медленнее, теряя время из-за новых разворотов.
На 10 круге развернуло Адриана Сутиля, он попрыгал на кочках, вылетел в гравий и застрял. Его партнер по Force India Джанкарло Физикелла из-за мокрой трассы также слетел в гравий и застрял.
На тридцатом круге дождь пошёл снова. Воспользовавшись «дождевыми» настройками своего BMW, Хайдфельд провел серию обгонов и переместился на второе место. Гонщики, не успевшие переобуться на резину для тяжелого дождя, начали вылетать с трассы или терять управление. На обочине побывали Райкконен, Масса, Хэмилтон, Накадзима, Уэббер. Кубица и Пике, вылетев на гравийную полосу безопасности, застряли в ней, а Дженсон Баттон столкнулся с Нико Росбергом. Англичанин выбыл, немцу понадобилась смена носового обтекателя. В пик дождя на трассе начали появляться зайцы из соседнего лесопарка, усложняя гонщикам пилотирование.
После волны пит-стопов в выгодном положении оказался Рубенс Баррикелло, который был заправлен лишь на половину оставшейся дистанции. На более легкой машине он смог обогнать Алонсо, Ковалайнена и Хайдфельда и на время выйти на второе место. Соперники ехали на промежуточной резине, а Рубенс на шинах для сильного дождя и поэтому имел преимущество. Рубенс шёл вторым и должен был до окончания гонки больше не останавливаться в боксах, но из-за проблем с заправочной машиной во время второго пит-стопа ему залили мало топлива и ему пришлось третий раз дозаправляться, после чего, бразилец оказался третьим, пропустив Хайдфельда. Под конец гонки между Алонсо и преследующими его финнами завязалась борьба за четвёртое место, в которой испанец пропустил сначала Райкконена, а затем и Ковалайнена. Трулли смог подняться на седьмое место, опередив Накадзиму.
Гонка окончилась победой Хэмилтона, который возглавил чемпионат мира. Хайдфельд, пришедший вторым, проиграл ему более минуты, но оказался единственным гонщиком, не вылетавшим с трассы. Баррикелло стал третьим, поднявшись на подиум впервые с Гран-при США 2005 года, где правда участвовали лишь шесть машин.
| Место | С  | №  | Гонщик              | Конструктор         | Ш | Круги | Время/причина схода | О  |
| ----- | -- | -- | ------------------- | ------------------- | - | ----- | ------------------- | -- |
| 1     | 4  | 22 | Льюис Хэмилтон      | McLaren-Mercedes    | B | 60    | 1:39:09,440         | 10 |
| 2     | 5  | 3  | Ник Хайдфельд       | BMW Sauber          | B | 60    | +1:08,577           | 8  |
| 3     | 16 | 17 | Рубенс Баррикелло   | Honda               | B | 60    | +1:22,273           | 6  |
| 4     | 3  | 1  | Кими Райкконен      | Ferrari             | B | 59    | +1 круг             | 5  |
| 5     | 1  | 23 | Хейкки Ковалайнен   | McLaren-Mercedes    | B | 59    | +1 круг             | 4  |
| 6     | 6  | 5  | Фернандо Алонсо     | Renault             | B | 59    | +1 круг             | 3  |
| 7     | 14 | 11 | Ярно Трулли         | Toyota              | B | 59    | +1 круг             | 2  |
| 8     | 15 | 8  | Кадзуки Накадзима   | Williams-Toyota     | B | 59    | +1 круг             | 1  |
| 9     | 20 | 7  | Нико Росберг        | Williams-Toyota     | B | 59    | +1 круг             |    |
| 10    | 2  | 10 | Марк Уэббер         | Red Bull-Renault    | B | 59    | +1 круг             |    |
| 11    | 13 | 14 | Себастьен Бурде     | Toro Rosso-Ferrari  | B | 59    | +1 круг             |    |
| 12    | 12 | 12 | Тимо Глок           | Toyota              | B | 59    | +1 круг             |    |
| 13    | 9  | 2  | Фелипе Масса        | Ferrari             | B | 58    | +2 круга            |    |
| Сход  | 10 | 4  | Роберт Кубица       | BMW Sauber          | B | 39    | Вылет               |    |
| Сход  | 17 | 16 | Дженсон Баттон      | Honda               | B | 38    | Столкновение        |    |
| Сход  | 7  | 6  | Нельсиньо Пике      | Renault             | B | 35    | Вылет               |    |
| Сход  | 19 | 21 | Джанкарло Физикелла | Force India-Ferrari | B | 26    | Вылет               |    |
| Сход  | 18 | 20 | Адриан Сутиль       | Force India-Ferrari | B | 10    | Вылет               |    |
| Сход  | 8  | 15 | Себастьян Феттель   | Toro Rosso-Ferrari  | B | 0     | Столкновение        |    |
| Сход  | 11 | 9  | Дэвид Култхард      | Red Bull-Renault    | B | 0     | Столкновение        |    |

## Положение в зачете после Гран-при
Победа Хэмилтона и неудачное выступление основных конкурентов позволило ему разом подняться в зачёте гонщиков с четвёртого места на первое, при равенстве очков с Массой и Райкконеном (у всех по 48 очков), Льюис имеет преимущество по другим занятым местам.